# Ștefan Petriceicu
Ștefan Petriceicu (auch: Ștefan d. XI.; † 1690 im Kloster Zwollin) war in der 2. Hälfte des 17. Jahrhunderts dreimal Fürst der Moldau. Am 20. August 1672 wird Petriceicu, der Sohn des 1663 verstorbenen Bojaren Toader, zum ersten Mal Herrscher in Iași, nachdem sein Vorgänger Gheorghe Duca von der Hohen Pforte abgesetzt wurde und der Kandidat mit den größten Chancen, Ilie Sturdza, definitiv erklärt, dieses Amt nicht anzustreben.
Im 3. polnisch-ottomanischen Krieg ist der moldauische Woiwode für die Versorgung der Garnison von Camenca und der in Hotin stationierten Armee zuständig. Außerdem sind die Moldauer namens der türkischen Armeeleitung für den Brückenbau Richtung Norden verantwortlich. Somit werden die undankbarsten Aufgaben an das kleine Fürstentum abgewälzt.
Deshalb, vor allem aber wegen des geringschätzigen Verhaltens der türkischen Kommandanten gegenüber Petriceicu, den Bojaren und der moldauischen Bevölkerung, nähert sich der Fürst immer mehr an die Polen an.
Als am 10. November 1673 die polnische Armee bei Hotin angreift, schwenken die moldauischen Einheiten mitten während der Schlacht um und verhelfen ihr zu einem beachtlichen Sieg – die Türken müssen sich bis über die Donau zurückziehen.
Die Polen profitieren allerdings nur geringfügig von ihrem Sieg, da der spätere König Jan Sobieski das Geld der Türken benötigt, um den Warschauer Thron zu erlangen und sie nicht allzu sehr verärgern will. Nun wenden sich viele Bojaren, darunter der bedeutende Chronist Miron Costin, von Petriceicu ab.
Während seiner zweiten Herrschaft (Dezember 1673–Februar 1674) plant der Fürst eine Verständigung mit Moskau. Der Sultan kommt ihm aber zuvor, setzt ihn ab und zwingt ihn ins Exil.
Erst im Dezember 1683 kann Ștefan Petriceicu zurückkehren und wird im Januar 1684 ein drittes Mal – mit polnischer Hilfe – Fürst, nachdem er Gheorghe Ghica vertreiben konnte.
Als die ihn unterstützenden Kosaken eine Niederlage erleiden, geht Petriceicu ins polnische Exil. Die letzten Lebensjahre verbringt er als Staretz (Abt) im Kloster Zwollin, dort stirbt er auch 1690. Petriceicu liegt heute im Kloster Lawriv, nahe der polnisch-ukrainischen Grenze, begraben.